# Veronica vandasii
Veronica vandasii är en grobladsväxtart som beskrevs av Johann Christoph Röhling. Veronica vandasii ingår i släktet veronikor, och familjen grobladsväxter. Inga underarter finns listade i Catalogue of Life.